# Фарковский сельсовет
Фарковский сельсове́т — административно-территориальная единица в Туруханском районе Красноярского края Российской Федерации, существовавшая до 2005 года.

## История
Фарковский сельсовет существовал до 2005 года.
До 1966 года назывался Баишевским сельсоветом.
28 января 2005 года Законом № 13-2925 Фарковский сельсовет был упразднён и его населённые пункты переданы в межселенную территорию.

## Состав сельсовета
В состав сельсовета входил 1 населённый пункт:
| № | Населённый пункт | Тип населённого пункта | Население |
| - | ---------------- | ---------------------- | --------- |
| 1 | Фарково          | село                   | ↘278      |

30 ноября 1990 года была упразднена деревня Усть-Баиха.